# 700
700（七百、ななひゃく、ななお）は自然数、また整数において、699の次で701の前の数である。

## 性質
- 700は合成数であり、約数は 1, 2, 4, 5, 7, 10, 14, 20, 25, 28, 35, 50, 70, 100, 140, 175, 350, 700 である。
  - 約数の和は1736。
    - 169番目の過剰数である。1つ前は696、次は702。

  - 約数を18個もつ11番目の数である。1つ前は684、次は768。
- 7002 + 1 = 490001 であり、n2 + 1 の形で素数を生む88番目の数である。1つ前は696、次は704。(オンライン整数列大辞典の数列 A005574)
- 164番目のハーシャッド数である。1つ前は690、次は702。
  - 7を基としたとき6番目のハーシャッド数である。1つ前は511、次は1015。
- 1/700 = 0.00142857… (下線部は循環節で長さは6)
  - 逆数が循環小数になる数で循環節が6になる81番目の数である。1つ前は693、次は702。
- 各位の和が7になる36番目の数である。1つ前は610、次は1006。
- 700 = 21 + 32 + 43 + 54
  - n = 2 のときの n1 + (n + 1)2 + (n + 2)3 + (n + 3)4 の値とみたとき1つ前は288、次は1440。
- 700 = 22 × 52 × 7
  - 3つの異なる素因数の積で p2 × q2 × r の形で表せる10番目の数である。1つ前は684、次は828。(オンライン整数列大辞典の数列 A179643)
  - 700 = 7 × 102
    - n = 10 のときの 7n2 の値とみたとき1つ前は567、次は847。(オンライン整数列大辞典の数列 A033582)
    - n = 7 のときの 100n の値とみたとき1つ前は600、次は800。(オンライン整数列大辞典の数列 A044332)

  - 700 = 28 × 25
    - 完全数28の倍数である。1つ前は672、次は728。(オンライン整数列大辞典の数列 A135628)

## その他 700 に関連すること
- 700の接頭辞：septingenti（ラテン語）
- 七百駅は、十和田観光電鉄十和田観光電鉄線の駅。
- 七百餘所神社は、千葉県八千代市にある神社。
- Macintosh Quadra 700は、Appleのコンピュータ。
- MZ-700は、シャープのパーソナルコンピュータ。
- NTTドコモの携帯電話端末。
  - F700i
  - F700iS
  - N700i
- 700系 - 700系、700形の鉄道車両。
- レミントンM700 は、アメリカのレミントン社が開発したライフル。
- 『おはよう700』は、TBS系列他で放送された情報番組。
- 『ぼくたちと駐在さんの700日戦争』は、ブログ中の随筆およびこれをもとにした映画、ドラマ、書籍。
- P-700は、ソ連が開発したミサイル。
- ダラス (USS Dallas, SSN-700) は、アメリカ海軍のロサンゼルス級原子力潜水艦。

## 701 から 799 までの整数

### 701 から 720
701 : 素数、エマープ(701 ←→ 107)、3つの連続した素数の和(229 + 233 + 239)、陳素数
702 = 2 × 33 × 13、矩形数、ノントーティエント、ハーシャッド数
703 = 19 × 37、三角数、六角数、カプレカ数
704 = 26 × 11、ハーシャッド数 
705 = 3 × 5 × 47、楔数
706 = 2 × 353、ノントーティエント、スミス数
707 = 7 × 101 = 14 + 34 + 54 、5つの連続した素数の和(131 + 137 + 139 + 149 + 151)、ボーイング707
708 = 22 × 3 × 59
709 : 素数、エマープ(709 ←→ 907)
710 = 2 × 5 × 71、楔数、ノントーティエント
711 = 32 × 79、ハーシャッド数
712 = 23 × 89、最初の21個の素数の和
713 = 23 × 31
714 = 2 × 3 × 7 × 17、ノントーティエント、ルース＝アーロン・ペア(714, 715)、12個の連続した素数の和(37 + 41 + 43 + 47 + 53 + 59 + 61 + 67 + 71 + 73 + 79 + 83)
715 = 5 × 11 × 13、楔数、五角数、五胞体数、ハーシャッド数、ルース=アーロン・ペア(714, 715)
716 = 22 × 179
717 = 3 × 239、ボーイング717
718 = 2 × 359
719 = 6! − 1、素数、階乗素数、ソフィー・ジェルマン素数、安全素数、陳素数、7つの連続した素数の和(89 + 97 + 101 + 103 + 107 + 109 + 113)
720 = 24 × 32 × 5、階乗数6!、高度合成数、ハーシャッド数、高度トーティエント数

### 721 から 740
721 = 7 × 103 = (−2)3 + 93 = (−15)3 + 163 、中心つき六角数、9つの連続した素数の和(61 + 67 + 71 + 73 + 79 + 83 + 89 + 97 + 101)、721系、E721系、0721でオナニーを意味するスラング(語呂合わせ)。
722 = 2 × 192 = 24 + 34 + 54 、ノントーティエント
723 = 3 × 241
724 = 22 × 181、ノントーティエント、4つの連続した素数の和(173 + 179 + 181 + 191)、6つの連続した素数の和(107 + 109 + 113 + 127 + 131 + 137)
725 = 52 × 29
726 = 2 × 3 × 112、五角錐数
727 : 素数、回文数、回文素数、入れ替えた277も素数、ボーイング727
728 = 23 × 7 × 13 = 63 + 83 = (−1)3 + 93 = (−10)3 + 123 、ノントーティエント、スミス数
729 = 36、平方数272、立方数93、完全トーティエント数、中心つき八角数、スミス数
730 = 2 × 5 × 73、楔数、ノントーティエント、ハーシャッド数
731 = 17 × 43、3つの連続した素数の和(239 + 241 + 251)
732 = 22 × 3 × 61、ハーシャッド数、8つの連続した素数の和(73 + 79 + 83 + 89 + 97 + 101 + 103 + 107)、10個の連続した素数の和(53 + 59 + 61 + 67 + 71 + 73 + 79 + 83 + 89 + 97)
733 : 素数、エマープ(733 ←→ 337)、入れ替えた373も素数、5つの連続した素数の和(137 + 139 + 149 + 151 + 157)
734 = 2 × 367、ノントーティエント
735 = 3 × 5 × 72、ハーシャッド数、ズッカーマン数
736 = 25 × 23、中心つき七角数、ナイスフリードマン数(736 = 7 + 36)、ハーシャッド数。23×32＝736、2つの数の積で表したとき、回文数でない数とその数を逆に並べた数との積で表せる（ただし逆に並べたとき先頭が0になる数は除く）4番目の数。1つ前は574、次は765。
737 = 11 × 67、回文数、ボーイング737
738 = 2 × 32 × 41、ハーシャッド数
739 : 素数、エマープ(739 ←→ 937)、入れ替えた379、397も素数
740 = 22 × 5 × 37、ノントーティエント

### 741 から 760
741 = 3 × 13 × 19、楔数、三角数
742 = 2 × 7 × 53、楔数、十角数
743 : 素数、エマープ(743 ←→ 347)、オイラー素数、ソフィー・ジェルマン素数、陳素数
744 = 23 × 3 × 31、4つの連続した素数の和(179 + 181 + 191 + 193)
745 = 5 × 149
746 = 2 × 373、ノントーティエント、名寄（なよろ）の語呂合わせ
747 = 32 × 83、ボーイング747
748 = 22 × 11 × 17 = 43 + 53 + 63 + 73 、原始擬似完全数、ノントーティエント
749 = 7 × 107、3つの連続した素数の和(241 + 251 + 257)
750 = 2 × 3 × 53、九角数
751 : 素数、エマープ(751 ←→ 157)、陳素数
752 = 24 × 47、ノントーティエント
753 = 3 × 251
754 = 2 × 13 × 29、楔数、ノントーティエント
755 = 5 × 151
756 = 22 × 33 × 7、矩形数、ハーシャッド数、6つの連続した素数の和(109 + 113 + 127 + 131 + 137 + 139)
757 : 素数、回文素数、7つの連続した素数の和(97 + 101 + 103 + 107 + 109 + 113 + 127)
758 = 2 × 379、ノントーティエント
759 = 3 × 11 × 23、楔数、5つの連続した素数の和(139 + 149 + 151 + 157 + 163)
760 = 23 × 5 × 19、中心つき三角数

### 761 から 780
761 : 素数、エマープ(761 ←→ 167)、ソフィー・ジェルマン素数、陳素数、中心つき四角数、入れ替えた617も素数
762 = 2 × 3 × 127、楔数、ノントーティエント、スミス数、4つの連続した素数の和(181 + 191 + 193 + 197)、MLB選手の通算本塁打数歴代最高記録（バリー・ボンズ）
763 = 7 × 109、9つの連続した素数の和(67 + 71 + 73 + 79 + 83 + 89 + 97 + 101 + 103)
764 = 22 × 191
765 = 32 × 5 ×17
766 = 2 × 383、中心つき五角数、ノントーティエント、12個の連続した素数の和(41 + 43 + 47 + 53 + 59 + 61 + 67 + 71 + 73 + 79 + 83 + 89)
767 = 13 × 59、ボーイング767
768 = 28 × 3、8つの連続した素数の和(79 + 83 + 89 + 97 + 101 + 103 + 107 + 109)
769 : 素数、エマープ(769 ←→ 967)、陳素数
770 = 2 × 5 × 7 × 11、原始擬似完全数、ノントーティエント、ハーシャッド数。3の倍数ではない四素合成数で最小数（以降910、1190の順に続く）。
771 = 3 × 257、3つの連続した素数の和(251 + 257 + 263)
772 = 22 × 193
773 : 素数、テトラナッチ数
774 = 2 × 32 × 43、ノントーティエント、ハーシャッド数
775 = 52 × 31 = 33 + 43 + 53 + 63 + 73 = 54 + 53 + 52 = 25 × σ(25)
776 = 23 × 97
777 = 3 × 7 × 37、楔数、ハーシャッド数、ボーイング777
778 = 2 × 389、ノントーティエント、スミス数
779 = 19 × 41
780 = 22 × 3 × 5 × 13、三角数、六角数、ハーシャッド数、四つ子素数の和(191 + 193 + 197 + 199)、10個の連続した素数の和(59 + 61 + 67 + 71 + 73 + 79 + 83 + 89 + 97 + 101)

### 781 から 799
781 = 11 × 71
782 = 2 × 17 × 23、楔数、五角数、ノントーティエント、ハーシャッド数
783 = 33 × 29、七角数
784 = 24 × 72 = 282 = 13 + 23 + 33 + 43 + 53 + 63 + 73
785 = 5 × 157
786 = 2 × 3 × 131、楔数
787 : 素数、陳素数、回文素数、5つの連続した素数の和(149 + 151 + 157 + 163 + 167)、ボーイング787
788 = 22 × 197、ノントーティエント
789 = 3 × 263、3つの連続した素数の和(257 + 263 + 269)
790 = 2 × 5 × 79、楔数、ノントーティエント
791 = 7 × 113、最初の22個の素数の和、7つの連続した素数の和(101 + 103 + 107 + 109 + 113 + 127 + 131)
792 = 23 × 32 × 11 = 22 × σ(22)、ハーシャッド数
793 = 13 × 61 = 26 + 36 、六芒星数
794 = 2 × 397、ノントーティエント、794 = 16 + 26 + 36 = 54 + 132
795 = 3 × 5 × 53、楔数
796 = 22 × 199、6つの連続した素数の和(113 + 127 + 131 + 137 + 139 + 149)
797 : 素数、陳素数、回文素数、オイラー素数
798 = 2 × 3 × 7 × 19、ノントーティエント
799= 17 × 47